# Cryphia pectinata
Cryphia pectinata är en fjärilsart som beskrevs av George Francis Hampson 1906. Cryphia pectinata ingår i släktet Cryphia och familjen nattflyn. Inga underarter finns listade i Catalogue of Life.